# 索菲·弗拉克
索菲·弗拉克（Sophie Flack，1983年8月8日—）是一名视觉和行为艺术家和作家。她曾是纽约市芭蕾舞团的一名成员。

## 个人生活
弗拉克出生在马萨诸塞州沃特敦市。她的母亲弗兰·福曼是一名艺术家。父亲是罗伯特·弗拉克。 弗拉克在7岁的时候在波士顿芭蕾学校开始接受舞蹈训练。她后来又跟随Jacqueline Cronsberg进行舞蹈学习，并且在暑期跟随Chautauqua Festival Dancers演出。同时和Suzanne Farrell一起在华盛顿的约翰·肯尼迪表演艺术中心训练。14岁时，弗拉克获得了纽约市芭蕾舞团下属的美国芭蕾学校的全额奖学金。 在美国芭蕾学校时，她与Suki Schorer 和 Jock SotoWhile 一起参加了学校的课程展示。
2013年9月，弗拉克与乔西·查尔斯结婚。 2014年8月他们预计会迎来自己的第一个孩子。 2014年12月9日，她生下了一个男孩。

## 职业生涯
弗拉克在2000年成为了纽约市芭蕾舞团的练习生。随后在2001年成为一名伴舞，直到她2009年离开纽约市芭蕾舞团。 她毕业于纽约的职业儿童学校。后来她在哥伦比亚大学接受本科教育。 除了行为艺术，她还是一名视觉艺术家和作家。 她的第一本小说《芭蕾人生》于2011年10月正式出版。

## 作品
- 索菲·弗拉克（2011）《芭蕾人生》Flack, Sophie. . New York: Poppy. 2011. ISBN 978-0-316-12653-3.